# Sale & Pepe
Sale & Pepe è un mensile di cucina pubblicato dal 1987, edito da Arnoldo Mondadori Editore fino al dicembre 2019.
Nella rivista le proposte della tradizione sono aggiornate alle mode gastronomiche e ai cambiamenti dei comportamenti alimentari.

## Storia

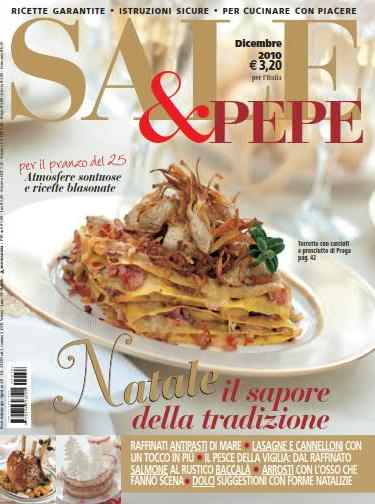
Sale & pepe dicembre 2010 copertina Mondadori

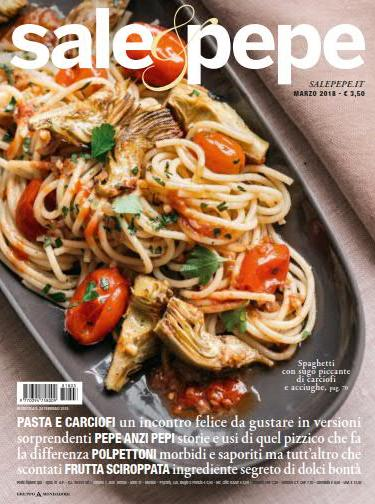
Sale & pepe marzo 2018 copertina Mondadori

Il numero zero di Sale & Pepe viene realizzato nel settembre 1986. “Impariamo a mangiare con la testa” è il titolo dell’inchiesta di apertura.
Nasce nel 1987 il mensile di cucina ideato e diretto da Edvige Bernasconi e vicedirettrice Silvana Bosi (il primo numero esce il 20 gennaio). Nello stesso anno nasce anche il servizio “la cucina filmata”, che qualche anno dopo cambierà nome in “ricetta gourmet”. Dal 1989 la rivista viene arricchita dall'inserimento di un'intervista a uno chef diverso ogni mese e viene aggiunta un'indicazione sui diversi vini da poter abbinare alle ricette. Nell'agosto del 1993 viene fatta una rivisitazione grafica: l'impaginazione viene migliorata e gli argomenti vengono suddivisi in sezioni nuove. Nel 1995 l'attenzione si sposta invece sulle fotografie, che raffigurano i diversi piatti con un'inquadratura dall'alto per poi essere impaginate senza contorni. Nello stesso anno il giornale diventa più schematico e vengono aumentate il numero delle pagine.
All'inizio del 1996 Marisa Deimichei diventa direttore editoriale ed Elena Quarestani direttore responsabile, dal giugno dello stesso anno. Vengono apportati diversi cambiamenti: il logo del periodico diventa nero e la rivista viene brossurata. Nel 1998 Sale & Pepe era composta da due sezioni: la prima più evocativa, la seconda più tecnica. Al centro del giornale era presente un inserto di 16 pagine contenente schede, inserite con diversi formati. Nel 2000 l'inserto viene abolito. Nel 2002 vengono ridimensionati i costi di borderò; il formato e il numero di pagine vengono ridotti. Laura Maragliano diventa il nuovo direttore responsabile della rivista nel 2009, anno nel quale le ricette diventano ancora più raffinate e i servizi fotografici più curati.
Nell'ottobre del 2011 si ha una nuova rivisitazione grafica della rivista con un aumento del numero di rubriche e servizi al suo interno. Nel 2014 viene inaugurato il sito web ufficiale salepepe.it, nel quale sono presenti spiegazioni passo per passo delle ricette, video, approfondimenti e notizie.
Nel dicembre 2019 la rivista viene ceduta alla società editrice del quotidiano La Verità di Maurizio Belpietro, che costituisce una nuova società, «Stile Italia Edizioni» (75% La Verità Srl, 25% Mondadori) per la pubblicazione del periodico.

## Contenuti
Il mensile si articola in diverse sezioni:
- Servizi
- Evasioni
- Scuola
- Rubriche

## Sito
I sito Salepepe.it propone ricette e un approfondimento della cultura culinaria attraverso itinerari del gusto, news, approfondimenti e interviste a personaggi celebri. Il ricettario in formato digitale è stato ideato in modo da risultare di facile utilizzo anche da tablet, strumento che facilita la consultazione anche durante la preparazione delle ricette. Il canale "Vegetariano" è uno strumento utile per coloro che desiderano consultare ricette per diverse esigenze alimentari (senza glutine, senza uova, ricette integrali, vegane, bio, eccetera).
Il sito ha 1,2 milioni di utenti unici (Audiweb Totale Digital Audience dicembre 2017).

## Progetti
Nasce, nel maggio 2015, a Milano presso Ca'puccino, la scuola di Sale & Pepe, ovvero uno spazio che offre corsi di cucina per adulti, ragazzi e bambini a cura di chef professionisti. I corsi per adulti sono monotemarici o suddivisi in più lezioni, con uno spazio di sei postazioni per dodici persone. Per bambini sono stati pensati corsi con manipolazione degli ingredienti e assaggi, all'interno dello spazio a loro destinato. Vengono, inoltre, proposte lezioni di cucina in lingua inglese sulla cucina italiana.
Dal 2018 verranno offerti corsi anche in altre città italiane.
Le ricette di Sale & Pepe sono state raccolte in due libri, pubblicati nel novembre del 2017: La bibbia delle ricette vegane (edito da Sperling&Kupfer) e Italia dei sapori. Da nord a sud, il meglio della cucina secondo Sale & Pepe (edito da Mondadori Electa).

## Speciali tematici
- Sale & Pepe Dolci
- Sale & Pepe Veg
- Il meglio di Sale & Pepe
- Collana di libri illustrati: Sale & Pepe Collection[2]

## Direttori
- Edvige Bernasconi, da febbraio 1987 a febbraio 1989
- Giancarla Barbieri, da febbraio 1989 a aprile 1993
- Edvige Bernasconi, da luglio 1993 a marzo 1994
- Paola Setti, da marzo 1994 a febbraio 1996
- Marisa Deimichei, da febbraio 1996 a maggio 1996
- Elena Quarestani, da maggio 1996 all'agosto 1999
- Marisa Deimichei, da agosto 1999 a novembre 2000
- Giordana Masotto, da novembre 2000 a luglio 2002
- Giovanna Camozzi, da luglio 2002 al 2008
- Laura Maragliano, dal 2008[2][9]

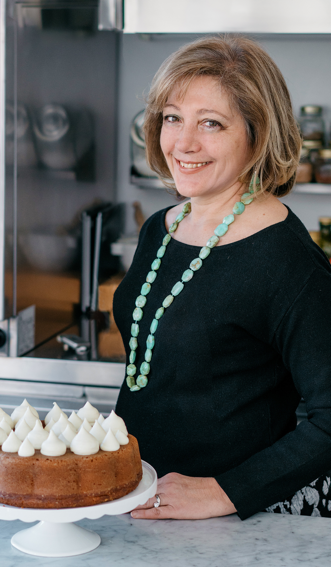
Laura Maragliano